# Браштон (Њујорк)
Браштон (енгл. Brushton) град је у америчкој савезној држави Њујорк.

## Демографија
По попису из 2010. године број становника је 474, што је 5 (-1,0%) становника мање него 2000. године.
| Група             | 2000.       | 2010.       |
| Белци             | 465 (97,1%) | 456 (96,2%) |
| Афроамериканци    | 2 (0,4%)    | 0 (0,0%)    |
| Азијати           | 2 (0,4%)    | 0 (0,0%)    |
| Хиспаноамериканци | 6 (1,3%)    | 3 (0,6%)    |
| Укупно            | 479         | 474         |